# زلاتاریسا
زلاتاریسا (به لاتین: Zlataritsa) یک منطقهٔ مسکونی در بلغارستان است که در شهرستان بلیتسا واقع شده‌است. زلاتاریسا ۳۴٬۰۲۱ کیلومتر مربع مساحت و ۱۳۳ نفر جمعیت دارد و ۱٬۳۴۷ متر بالاتر از سطح دریا واقع شده‌است.